# Lucas Raymond
Pour les articles homonymes, voir Raymond.
Lucas Raymond (né le 28 mars 2002 à Göteborg en Suède) est un joueur professionnel suédois de hockey sur glace. Il est d'origine française par son père Jean. Il évolue au poste d'attaquant.

## Biographie

### Carrière en club
Formé au Frölunda HC, il débute en senior à l'âge de seize ans dans la SHL avec l'équipe première le 4 octobre 2018. Le 28 décembre 2018, il marque son premier but face au Skellefteå AIK. Il remporte la Ligue des Champions 2019 et 2020. Il est choisi au premier tour, en quatrième position par les Red Wings de Détroit lors du repêchage d'entrée dans la LNH 2020. Le 14 octobre 2021, il joue son premier match dans la Ligue nationale de hockey avec les Red Wings face au Lightning de Tampa Bay et enregistre une assistance. Le 19 octobre 2021, il marque son premier but contre les Blue Jackets de Columbus.

### Carrière internationale
Il représente la Suède au niveau international. Il prend part aux sélections jeunes.

## Statistiques

### En club
| Saison     | Équipe               | Ligue      |     | Saison régulière | Saison régulière | Saison régulière | Saison régulière | Saison régulière |   | Séries éliminatoires | Séries éliminatoires | Séries éliminatoires | Séries éliminatoires | Séries éliminatoires |
| Saison     | Équipe               | Ligue      | PJ  | B                | A                | Pts              | Pun              | PJ               | B | A                    | Pts                  | Pun                  |                      |                      |
| 2018-2019  | Frölunda HC          | SHL        | 10  | 2                | 0                | 2                | 0                | -                | - | -                    | -                    | -                    |                      |                      |
| 2019-2020  | Frölunda HC          | SHL        | 33  | 4                | 6                | 10               | 4                | -                | - | -                    | -                    | -                    |                      |                      |
| 2020-2021  | Frölunda HC          | SHL        | 34  | 6                | 12               | 18               | 12               | -                | - | -                    | -                    | -                    |                      |                      |
| 2021-2022  | Red Wings de Détroit | LNH        | 82  | 23               | 34               | 57               | 16               | -                | - | -                    | -                    | -                    |                      |                      |
| 2022-2023  | Red Wings de Détroit | LNH        | 74  | 17               | 28               | 45               | 24               | -                | - | -                    | -                    | -                    |                      |                      |
| 2023-2024  | Red Wings de Détroit | LNH        | 82  | 31               | 41               | 72               | 30               | -                | - | -                    | -                    | -                    |                      |                      |
| Totaux LNH | Totaux LNH           | Totaux LNH | 238 | 71               | 103              | 174              | 70               | -                | - | -                    | -                    | -                    |                      |                      |

### En équipe nationale
| Année | Équipe        | Compétition                  |    | PJ | B | A | Pts | Pun | +/-                |  | Résultat |
| 2019  | Suède -18 ans | Championnat du monde -18 ans | 7  | 4  | 4 | 8 | 12  | -2  | Médaille d'or      |  |          |
| 2019  | Suède junior  | Championnat du monde junior  | 7  | 2  | 2 | 4 | 2   | 0   | Médaille de bronze |  |          |
| 2021  | Suède         | Championnat du monde junior  | 5  | 2  | 3 | 5 | 2   | +2  | 5e place           |  |          |
| 2023  | Suède         | Championnat du monde         | 8  | 2  | 6 | 8 | 4   | +2  | 6e place           |  |          |
| 2024  | Suède         | Championnat du monde         | 10 | 4  | 5 | 9 | 2   | -3  | Médaille de bronze |  |          |
| 2025  | Suède         | Confrontation des 4 nations  | 3  | 0  | 3 | 3 | 0   | +2  | 3e place           |  |          |

## Trophées et honneurs personnels

### Ligue nationale de hockey
- 2021-2022 :
  - nommé recrue du mois de novembre
  - sélectionné dans l'équipe d'étoiles des recrues